# Dryopteris ridleyi
Dryopteris ridleyi là một loài thực vật có mạch trong họ Dryopteridaceae. Loài này được (Bedd.) C. Chr. miêu tả khoa học đầu tiên năm 1913.